# Kohlensäurediphenylester
Kohlensäurediphenylester (auch bekannt als Diphenylcarbonat) ist eine organisch-chemische Verbindung. Bei Raumtemperatur liegt sie als weißer, nahezu geruchsloser Feststoff vor.

## Herstellung
Kohlensäurediphenylester wird industriell durch Umesterung von Kohlensäuredimethylester mit Phenol gewonnen. Es sind jedoch zahlreiche weitere Methoden bekannt mit denen Diphenylcarbonat hergestellt werden kann, wie die direkte oxidative Carbonylierung von Phenol mit Kohlenstoffdioxid oder die Umesterung von Dialkyloxalaten mit Phenol.

## Verwendung
Kohlensäurediphenylester findet vor allem bei der Herstellung von Polycarbonaten Verwendung. Dabei erfolgt eine Umesterung mit Bisphenol A. Besonderes Interesse findet diese Reaktion, da sie den Einsatz des hochgiftigen Phosgens vermeidet.